# Оранжевый каротиноид-протеин
Оранжевый каротиноид-протеин (ОКП) — водорастворимый протеин, который у различных цианобактерий служит белком-тушителем, уменьшающим на интенсивном свету передачу энергии от фикобилисом к хлорофиллу в пигментном аппарате фотосинтеза у цианобактерий. Это единственный из известных фотоактивных белков, в котором в качестве фоточувствительных хромофоров используются каротиноиды. Белок состоит из двух доменов, между которыми нековалентно закреплена единственная молекула кето-каротиноида. Это очень эффективный тушитель энергии возбуждения, поглощённой основным светособирающим антенным комплексом цианобактерий — фикобилисомами. Тушение происходит под действием сине-зеленого света. ОКП также способен предотвращать окислительное повреждение, осуществляя тушение энергии возбуждения синглетного кислорода (1O2).

## История
ОКП был впервые описан в 1981 году Холтом и Крогманном, которые изолировали его из цианобактерии Arthrospira maxima. Функции белка оставались не ясны вплоть до 2006 года. Пространственная структура ОКП была получена в 2003 году. Из неё следовало, что белок является эффективным тушителем синглетного кислорода. В 2000 году было показано, что цианобактерии могут осуществлять фотозащитное тушение флуоресценции независимо от фазового перехода мембраны, перепада трансмембранного рН и температуры. Спектр действия процесса тушения указывал на причастность каротиноидов, а конкретное участия ОКП было позже продемонстрировано Д. Кириловски и коллегами в 2006 году. В 2008 было показано, что для осуществления фотозащитной функции оранжевый каротиноид-протеин должен быть активирован сильным сине-зелёный светом.

## Физиологическое значение
Долгое время цианобактерии считались неспособными к нефотохимическому тушению, вместо этого предполагалось, что они полагаются на механизм перераспределения энергии между двумя фотосинтетические реакционными центрами, ФСII и ФСI, известный как механизм «переходных состояний».
Оранжевый каротиноид-протеин присутствует в большинстве геномов цианобактерий и обладает невероятно консервативной первичной структурой, что по-видимому объясняется важностью такой аминокислотной последовательности для сохранения функции протеина. Мутантные клетки с делетированным ОКП выцветали на ярком свету, а их фотоингибирование под действием вспышек света наступает быстрее. В условиях недостатка питательных веществ, что является нормой в морских местообитаниях, механизм фотозащиты, такой как ОКП, становится важным даже при низкой освещённости.
Этот белок не обнаружен в хлоропластах, и по-видимому характерен только для цианобактерий.

## Функция

### Фотоактивация
При освещении зелёно-голубым светом оранжевый каротиноид-протеин переключается из оранжевой формы (ОКПО) в красную (ОКПR). Возврат ОКПR в ОКПО не зависит от освещения и медленно, самопроизвольно происходит в темноте. Обратимость процесса в клетках обеспечивает низкомолекулярный (13 кДа) белок, FRP (англ. Fluorescence recovery protein). ОКПО считается темновой, стабильной формой этого белка, она не способствует тушению фикобилисом, а вот форма ОКПR активна и участвует в этом процессе. Переход из оранжевой в красную форму происходит на свету и идёт с низкой эффективностью (очень низкий квантовый выход). Такой механизм даёт возможность белку быть активным только при высокой освещённости; в противном случае нефотохимическое тушение, осуществляемое белком, мешало бы фотосинтезу в условиях низкого освещения.

### Тушение
Снижение флуоресценции свидетельствует, что красная форма ОКП рассеивает поглощённую фикобилисомами энергию света (энергию возбуждения). Согласно измерениям, при активации ОКП около 30-40 % энергии, поглощаемой фикобилисомами не достигает реакционных центров.
Точный механизм тушения и сайты связывания каротиноидов и фикобилисом по-прежнему остаются не известными. Известно что линкерный полипептид ApcE в аллофикоцианиновом ядре фикобилисом важен для этого процесса, но он не является сайтом тушения. Различные доказательства указывают на то, что тушению подвергается полоса флуоресценции аллофикоцианинового ядра с длинной волны в 660 нм. Температурная зависимость скорости тушения флуоресценции похожа на кривую сворачивания оранжевого каротиноид-протеина, что поддерживает гипотезу о том, что ОКПО слегка денатурирует, когда превращается в ОКПR.

### Тушение синглетного кислорода
Кроме всего прочего ОКП способен тушить синглетный кислород при облучении сильным оранжево-красным светом, когда он не может фотоактивироваться и выполнять свою фотозащитную функцию тушения фикобилисом. Это факт весьма существенен, поскольку все оксигенные фототрофы имеют определённый риск окислительного повреждения синглетным кислородом (1О2), который вырабатывается, когда их собственные светособирающего пигменты действуют как фотосенсибилизаторы.

## Структура

### Трёхмерная структура
Трехмерные структуры ОКП (в форме ОКПО) была расшифрована в 2003 году, до того как стала понятна его фотозащитная функция. Этот белок весом в 35 кДа состоит из двух структурных доменов: полностью α-спирального N-концевого домена, построенного из двух чередующихся четырёхспиральных пучков, и смешанного α/β С-концевого домена. Два домена соединены длинным пептидным линкером. На трёхмерной структуре ОКПО каротиноиды пересекают оба домена, которые у этой формы белка тесно связаны между собой.

### Белок-белковые взаимодействия
Оранжевый каротиноид-протеин участвует в ключевых белок-белковых взаимодействях, которые имеют решающее значение для его фотозащитной функции. Активированная форма ОКПR связывается c aллофикоцианиновым ядром и инициирует механизм тушения. Другой белок, FRP, взаимодействует с C-концевым доменом ОКПR и катализирует реакцию превращения его обратно в ОКПО форму. Поскольку ОКПО не может связываться с фикобилисомами, FRP может эффективно отсоединять ОКП от светособирающих комплексов и восстанавливать их способность к передачи энергии света в реакционные центры.

### Гены
Первичная структура (аминокислотная последовательность) очень консервативна среди различных ОКП, а ген белка на бактериальной хромосоме, как правило, расположен в соседнем локусе с белком FRP. Довольно часто рядом расположены гены, ответственные за биосинтез кетокаротиноидов. Такие консервативные функциональные связи подчеркивают эволюционное значение механизма фотозащиты основанного на ОКП для многих цианобактерий.
Существует также множество эволюционно-родственных генов, которые кодируют белки состоящие только из одного из двух доменов, характерных для ОКП. N-концевой домен, Carot_N, встречается только у цианобактерий, но проявляет значительный уровень дупликации. С-концевой домен гомологичен широко распространённому суперсемейству NTF2, все члены которого обладаю укладкой аналогичной белку NTF2 (фактор ядерного транспорта 2), а также примерно 20 другим белковым подсемействам с разнообразными функциями: лимонен-1,2-эпоксидгидролазы, SnoаL-полекетидциклазы и дельта-5-3-кетостероидизомеразы. Большинство если не все члены суперсемейства NTF2 образуют олигомеры, часто используя поверхность бета-листа, чтобы взаимодействовать друг с другом и другими белками.

## Практические применения
Растворимость в воде вместе со статусом единственного известного фотоактивного белка, содержащего каротиноиды, делает ОКП ценной моделью для изучения энергетических и фотофизических свойств каротиноидов в растворах. Кроме того, каротиноиды широко известны как антиоксиданты, и таким образом белок может служить упаковкой для доставки каротиноидов в организм в лечебных целях.
Благодаря высокой эффективности тушения флуоресценции в сочетании с низким квантовым выходом фотоактивации с помощью специфических длин волны света, ОКП обладает всеми качествами идеального фотопереключателя, в связи с чем было предложено его использование в качестве новой системы для развивающихся оптогенетических технологий. В будущем он может получить и другие применения в оптофлюидике и биофотонике.